# Bataille de Mélitène (576)
La bataille de Mélitène se déroule en 576 et oppose une armée byzantine dirigée par Justinien et Cours, à une force des Sassanides bien supérieure en nombre, dirigée par l'empereur Khosro Ier. Pris par surprise, les Sassanides sont lourdement vaincus et perdent de nombreux soldats, tandis que Khosro lui-même est blessé et s'enfuit. 

## Contexte
La bataille s'inscrit dans le long cycle des guerres byzantino-perses. En l'occurrence, le césar Tibère II Constantin, qui gouverne de fait l'Empire avec le retrait de Justin II, tente de conclure la paix avec Khosro pour pouvoir réorganiser son armée. Il envoie notamment Théodore comme ambassadeur. Cependant, les Sassanides tentent de profiter de leur avantage. Au cours du printemps 576, Khosro mène une offensive en personne, alors que le gros des forces byzantines, mené par Théodore et Cours, sont occupées dans l'Albanie du Caucase. 
Khosro souhaite bénéficier du fait que les forces byzantines sont divisées. Il se dirige d'abord vers Théodosiopolis mais les troupes byzantines ont anticipé ce mouvement et ont fait évacuer la ville. Khosro décide alors de s'en prendre à Césarée mais là encore, il essuie un échec et est repoussé. Finalement, il vise Sébastée dont il s'empare et met à sac. Dans l'ensemble, cette opération est mise à mal par la tactique de guérilla mise en oeuvre par les Byzantins. Khosro préfère alors se replier en passant par Mélitène, pour ensuite traverser l'Euphrate.

## Forces en présence
La taille des forces sassanides est impossible à déterminer. En partant des sources et en s'appuyant sur les effectifs présents au moment de la conquête de Dara, il est possible de supposer que les Sassanides puissent aligner jusqu'à 40 000 cavaliers, auxquels peuvent s'ajouter 50 000 fantassins. Il s'agit d'une estimation haute.
Concernant les Byzantins, le Stratégikon de Maurice daté des années 590 offre un éclairage sur l'organisation de l'armée byzantine d'alors. Sur cette base, il est possible d'estimer les forces byzantines entre 30 000 et 50 000 soldats. Dans tous les cas, cette troupe est inférieure à celle des Sassanides.

## Sources
- (en) Michael J. Decker, The Sasanian empire at War. Persia, Rome and the rise od Islam, Westholme Publishing, LLC, 2022 (ISBN 978-1-59416-692-1)
- (en) John Haldon, The Byzantine Wars : Battles and Campaigns of the Byzantine Era, Tempus, 2001, 192 p. (ISBN 0-7524-1795-9)
- (en) Geoffrey Greatrex et Samuel N. C. Lieu, The Roman Eastern Frontier and the Persian Wars, Part II : 363–630 AD), Londres, Routledge, 2002, 373 p. (ISBN 0-415-14687-9, présentation en ligne).